# Веклич Анатолій Миколайович
Веклич Анатолій Миколайович (нар. 9 серпня 1959 року в с. Приморське Василівського району Запорізької області   — український науковець у галузі фізики. Доктор фізико-математичних наук, професор. Академік АН вищої школи України з 2021 року за науковим відділенням фізики та астрономії. 

## Життєпис
Народився 09 серпня 1959 року в с. Приморське Василівського р-ну Запорізької обл. 
Закічив радіофізичний факультет Київського державного університету ім. Т. Г. Шевченка (1981 р., спеціальність - радіофізика та електроніка/фізична електроніка). 
Навчався в аспірантурі КНУ. У 1997 р. захистив кандидатську дисертацію «Фізичні особливості плазми електричної дуги, що вільно горить в парах міді», а у 2013 р. - докторську дисертацію «Фізичні властивості термічної багатокомпонентної плазми з домішками парів металів» зі спеціальності 01.04.08 – фізика плазми. 
Працює на факультеті радіофізики, електроніки та комп’ютерних систем з 1981 року (спершу на посаді стажиста-дослідника). 
З 1983 по 1986 рік – навчання в аспірантурі. 
З 1987 по 1990 рік – робота на Київському заводі вимірювальної апаратури. 
З 1990 року – на науковій роботі в університеті. 
Звання старшого наукового співробітника присвоєно в 2001 році. 
В 1999 році розпочав викладацьку роботу доцентом за сумісництвом. На посаді доцента кафедри фізичної електроніки працював з 1 вересня 2001 року. 
Звання доцента присвоєно у 2004 році. 
З 1 липня 2015 р. – професор кафедри фізичної електроніки, з 1 грудня 2015 р. виконував обов’язки завідувача, а з 1 липня 2016 року – обійняв посаду завідувача цієї кафедри. Звання професора присвоєно у 2016 році.

## Наукова діяльність
Науковий керівник прикладних тем МОН України та низки білатеральних тем спільно з науковцями: лабораторії плазми та перетворення енергії (LAPLACE) Національного центру наукових досліджень та університету Поля Сабатьє Тулуза ІІІ м. Тулуза (Франція) та факультету електротехніки та комунікацій Технічного університету м. Брно (Чехія). 
Науковий керівник договорів про творчу співдружність з Інститутом проблем матеріалознавства імені І.М.Францевича НАН України, кафедрою технології конструкційних матеріалів та матеріалознавства Технічного навчально-наукового інституту Національного університету біоресурсів і природокористування України. 
Має понад 300 публікацій, у тому числі авторські свідоцтва та патенти України, 2 моногрфії та 2 розділи у колективних монографіях; 66 публікацій у наукометричній базі даних SCOPUS (h-індекс 7). 
Прочитані курси лекцій - «Мікропроцесорна техніка», «Комп’ютерний експеримент», «Сучасні комп’ютерні технології», «Пакети прикладних задач», «Спеціальні розділи фізики плазми». 
Із більшості цих курсів підготував методичні посібники. 
Під керівництвом А.М.Веклича захищені 3 кандидатські дисертації (Борецького В.Ф. - у 2011 р. , Лебедя А.В. - у 2015 р. та Фесенка С.О. - у 2021 р.). 
Під спільним керівництвом у 2019 р. захищена дисертація PhD Тменової Т.А. в університеті Поля Сабатьє Тулуза ІІІ м. Тулуза (Франція). 
Член Українського фізичного товариства. 
Член програмних комітетів міжнародних наукових конференцій «Symposium on Physics of Switching Arc» (Czech Republic), «High-Tech Plasma Processes (HTPP)», «Plasma Physics & Plasma Technology (PPPT)» та «Електричні контакти та електроди» (Україна) і оргкомітетів міжнародних наукових конференцій з прикладної фізики (Україна, Київ). 
Член експертної ради із фізики МОН. Член спеціалізованої вченої ради КНУ.

## Відзнаки
Нагороджений бронзовою медаллю ВДНГ СРСР (1983 р.). Почесна грамота (2009 р.), Грамота (2014 р.), Подяка (2019 р.) Київського національного університету імені Тараса Шевченка. Премія імені Дмитра Олексійовича Городецького Вченої ради факультету радіофізики, електроніки та комп’ютерних систем за кращу навчально-методичну роботу (навчальний посібник з курсу «Мікропроцесорна техніка», 2010 р.).